# Didrik Solli-Tangen
Didrik Solli-Tangen (né le 11 juin 1987 à Porsgrunn dans le Comté de Telemark, en Norvège) est un chanteur norvégien qui représente son pays lors du Concours Eurovision de la chanson 2010 organisé à Oslo avec la chanson My Heart Is Yours. Il se classe 20e de la finale en obtenant 35 points.

## Discographie

### Albums
| Année | Détails | Meilleure position |
| Année | Détails | NOR                |
| ----- | --- | ------------------ |
| 2010  | Guilty Pleasures - Released: 1 novembre 2010 - Label: Universal Norway, Class A Records - Formats: CD, téléchargement | 28                 |
| 2013  | The Journey - Released: 18 novembre 2013 - Label: Universal Norway, Class A Records - Formats: téléchargement         | —                  |

### Singles
| Année | Titre                                                       | Position | Album            |
| Année | Titre                                                       | NOR      | Album            |
| ----- | ----------------------------------------------------------- | -------- | ---------------- |
| 2010  | "My Heart Is Yours"                                         | 2        | Guilty Pleasures |
| 2010  | "Best Kept Secret"                                          | —        | Guilty Pleasures |
| 2011  | "Compass"                                                   | —        | Guilty Pleasures |
| 2012  | "We Can Do More"                                            | —        | Single seulement |
| 2013  | "Without you"                                               | —        | The Journey      |
| 2013  | "Six Ribbons"                                               | —        | The Journey      |
| 2013  | "Lyset i Betlehem" (avec Ole Edvard Antonsen & Sølvguttene) | —        | Single seulement |